# Ібліс
Ібліс або Аль-Шайтан — в ісламі — джин, що протиставив себе Аллаху.
На відміну від християнських традицій, коранічні найменування Ібліса в значенні «джин» краще, ніж «янгол». Цей джин створений з вогню і в ісламській традиції має вільну волю. В ісламі янголи з'являються як посильні, не володіють свободою волі (точніше буде: істоти без пристрастей).
Ібліс володів силою, близькою до ангельської за ісламською концепцією Бога, бувши колись побожним і скромним джином. Коли Бог наказав всім янголам схилитися перед Адамом, Ібліс, наповнений гордості, ревниво відмовився коритися наказу Бога через те, що вважав Адама нижчим створінням.